# Хронологія повстанського руху на Північному Кавказі (2010)
Збройний конфлікт на Північному Кавказі (з 2009) — воєнні зіткнення між бойовиками різних націоналістичних ісламістських повстанських угруповань, ІДІЛ і співробітниками правоохоронних органів Російської Федерації на території Північного Кавказу, що тривають після офіційного скасування режиму контртерористичної операції в Чеченській республіці у квітні 2009 року та поширилися на увесь Північний Кавказ. У статті наведено хронологію повстанського руху на Північному Кавказі за 2010 рік.

## Хронологія
- 2 січня — У міській лікарні Саратова через дзвінок про можливу загрозу вибуху з будівлі було евакуйовано 79 пацієнтів. Усі евакуйовані пацієнти пізніше були розміщені в інших міських лікарнях. Неясно, чи пов'язаний цей інцидент із повстанцями.
- 3 січня — вибух на АЗС на трасі «Кавказ» біля селища Газі-Юрт у Назранівському районі Інгушетії. Постраждалих не було. Передбачається, що заправну станцію обстріляли із гранатомета.[1].
- 4 січня — на залізниці на околиці Назрані в Інгушетії стався вибух бомби. Повідомляється, що зійшли з рейок шість вагонів. Постраждалих в результаті краху, мабуть, не було[2].
- 1 лютого — у Назрані невідомі кинули гранату у дитячий садок. Граната вибухнула, проте жертв немає. Однак потім у тому ж районі неподалік під кущем спрацював вибуховий пристрій, поранивши 6 людей. Крім того, у Назрані стався ще один напад на МВС Інгушетії. У ході цього нападу було випущено кілька зарядів з реактивного гранатомета, внаслідок чого одну людину було вбито, а ще трьох, ймовірно, поранено[3][4].
- 2 лютого — у Назрані повстанці двічі обстріляли із гранатомету залізничний вокзал. Внаслідок цього нападу ніхто не постраждав[5].
- 5 лютого — У Чечні сталася перестрілка між повстанцями та солдатами, внаслідок якої загинули до 5 російських військових. Повідомляється, що у перестрілці ще семеро солдатів отримали поранення. За попередніми даними, у цій перестрілці також загинули 6 повстанців. У Дагестані начальник міжрайонного управління боротьби з екстремізмом Гапіз Ісаєв був убитий після того, як на шляху його автомобіля стався вибух бомби[6][7].
- 7 лютого — В Інгушетії, в станиці Орджонікідзевська, невідомі повстанці відкрили вогонь по сержанту місцевого РВВС і місцевим жителям, які знаходилися поблизу. Внаслідок перестрілки відомо, що на місці було вбито сержанта поліції та місцевого жителя[8].
- 11-12 лютого — в Інгушетії розпочалася розрахована на кілька днів спецоперація з ліквідації великої групи повстанців у Сунженському районі. За підсумками першого дня повідомлялося, що 11 повстанців було вбито і один співробітник місцевого МВС отримав поранення. На другий день операції стало відомо, що в ході операції було вбито до 20 повстанців[9].
- 22 лютого — у Хасавюртівському районі Республіки Дагестан невідомими повстанцями було вбито двох співробітників поліції, перебуваючих у своєму автомобілі. У Беслані (Північна Осетія) внаслідок вибуху гранати загинула одна дитина та ще двоє отримали поранення[10].
- 3 березня — У Дербентському районі Дагестану невідомі відкрили вогонь по правоохоронцям. Повідомлялося, що внаслідок цього нападу, мабуть, було поранено двох офіцерів[11].
- 15 березня — повідомляється, що внаслідок зіткнення з бойовиками в Чечні, всього за 10 кілометрів від чеченського села Бамут, загинули двоє російських солдатів. Бойовики, зважаючи на все, втрат у цьому конкретному бою не зазнали[12].
- 26 травня — теракт у Ставрополі. На вулиці Леніна, 251 о 18:45 за московським часом спрацював саморобний вибуховий пристрій, потужність якого склала близько 400 грамів у тротиловому еквіваленті і який було замасковано під пакет соку і начинений уражуючими металевими елементами, що вражають. Бомба була залишена під вербою біля Палацу культури та спорту[13].
- 29 серпня — на околицях села Центорой Курчалоєвського району Чечні в ході бою вбито 12 повстанців. Загинули також шість співробітників міліції, 18 міліціонерів та семеро місцевих жителів[14]
- 19 жовтня — у парламенті Чечні вранці сталася стрілянина, внаслідок якої були загиблі. Була інформація про підрив смертника, проте її спростували у правоохоронних органах[15].
- 1 листопада — у Грозному (Чечня) повідомлялося про загибель 1 повстанця і поранення 10 співробітників поліції, один з них в критичному стані, після самопідриву гранатою[16].
- 5 грудня — у дагестанському Кизилюрті надійшло повідомлення про те, що в ході спецоперації на території республіки вбито щонайменше 1 співробітника поліції та 6 повстанців, у тому числі командира. Відомо, що АТО сталася після того, як російські силовики заблокували групу повстанців усередині однієї із будівель на території саме цього району республіки[17].
- 16 грудня — у дагестанському Дербенті відомо, що в околицях цього міста республіки вибуховий пристрій збив з рейок товарний потяг та локомотив. Постраждалих, мабуть, немає, хоча локомотив цього поїзда, мабуть, був пошкоджений внаслідок вибуху[18].